# Бафталовский, Игорь Адамович
Игорь Адамович Бафталовский (1896 — 1959) — штабс-капитан 128-го пехотного Старооскольского полка, герой Первой мировой войны, участник Белого движения.

## Биография
Сын полковника Адама Ивановича Бафталовского. Братья Николай и Борис — также офицеры.
Окончил Петровский Полтавский кадетский корпус (1913) и Павловское военное училище (1914), откуда выпущен был подпоручиком с зачислением по армейской пехоте. В 1915 году был переведен в 128-й пехотный Старооскольский полк. Удостоен ордена Св. Георгия 4-й степени
За то, что в бою 1 сентября 1915 года у с. Злотники, действуя с примерной отвагой и мужеством, опередив со своей выдвинутой из резерва в боевую часть ротой, прорвался первым через трудно преодолимые препятствия перед позицией противника и, обратив его в бегство, переправился на правый берег р. Стрыпы и овладел д. Соколув, отрезав тем австрийцам путь отступления. Ротой было взято в плен 3 офицера и 184 нижних чина.
Произведен в поручики 23 февраля 1916 года, в штабс-капитаны — 3 ноября того же года. В 1918 году окончил младший класс 2-й очереди Николаевской военной академии, эвакуированной в Екатеринбург.
В Гражданскую войну участвовал в Белом движении на Восточном фронте, в октябре 1922 года — в штабе Земской рати, подполковник.
В эмиграции в Шанхае. В 1924 году переехал в Тунис, где служил землемером в отделе топографической службы Управления сельского хозяйства. С 1957 года жил в Каннах. Сотрудничал в «Русской мысли» и других военных периодических изданиях, входил в редакцию журнала «Досуг московского кадета» (1953).
Умер в 1959 году. Похоронен на кладбище Гран-Жас. Был женат на баронессе Надежде Васильевне фон Якобсон-Сула-Петровской (1896—1981).

## Награды
- Орден Святого Георгия 4-й ст. (ВП 23.05.1916)